# Iztok Jereb
Iztok Jereb, slovenski lutkovni, gledališki in filmski igralec, * 7. december 1947, Idrija.
Na AGRFT je diplomiral leta 1970. Po študiju se je zaposlil v PDG Nova Gorica, kjer je bil do leta 1981, od leta 1982 nastopa v Lutkovnem gledališču Ljubljana. Je eden najbolj izkušenih lutkovnih animatorjev z velikim posluhom za detajle in govorno artikulacijo.

## Vloge v gledališčih
- 2012 Evald Flisar Vzemi me v roke, r. Evald Flisar, Slovensko komorno gledališče in Lutkovno gledališče Ljubljana
- 2011 Krokar, Golob, Jelen; Hans Christian Andersen – Andrej Jaklič Snežna kraljica, r. Tijana Zinajić, Lutkovno gledališče Ljubljana
- 2000	Vilibald, Škorec, Oče; Pamela Lyndon Travers/Maruša Geymayer Oblak Mary Poppins, r. Maruša Geymayer Oblak, Slovensko mladinsko gledališče, Ljubljana
- 1988	Prvi Marki, Bojevnik; Edmond Rostand Cyrano de Bergerac, r. Dušan Mlakar, PDG Nova Gorica
- 1980	Konrad; Slavko Grum Dogodek v mestu Gogi, r. Miran Herzog, PDG Nova Gorica